# قلعه گیفو
قلعه گیفو (به ژاپنی: 岐阜城)، نام قدیم قلعه اینابایاما (به ژاپنی: 稲葉山城 Inabayama-jō) یک قلعه ژاپنی است که در شهر گیفو، استان گیفو در ژاپن واقع شده‌است.